# Walter Dorwin Teague
Walter Dorwin Teague (18 december 1883 - 5 december 1960) was een pionier op het gebied van industrieel design in de Verenigde Staten.
In 1912 startte hij zijn eigen studio voor typografie en grafische vormgeving en richtte zich in de jaren 1920 ook op het ontwerpen van verpakkingen. In 1926 richtte hij een van de eerste adviesbureaus voor industrieel design op; Walter Dorwin Teague Associates. Zijn eerste grote klant was Eastman Kodak. Teague gebruikte de nieuwste materialen en technieken in een esthetische samenhang. De eerste door Teague ontworpen camera, de Vanity Kodak (1928), was speciaal voor vrouwen ontworpen en werd in verschillende kleuren geproduceerd. Naast camera's ontwierp Teague onder meer glas voor Steuben and Corning, tankstations voor Texaco, een piano voor Steinway en radio's voor Patriot.
Teague was een theoretische purist en wees het expressionisme af. Hij zag een toekomst voor zich waarin de mens met zijn persoonlijke inspiratie werd vervangen door de machine en een universele esthetiek. Elk object had de perfecte vorm in zich, het was volgens Teague de taak van de ontwerper om deze vorm te onthullen. Hij was gefascineerd door technologie en de toekomst: 'Nieuwe producten die zullen verschijnen, zullen de fantastische voorspellingen die nu onze advertentiepagina's vullen, gewoontjes maken.' Hij is de auteur van Design This Day, The Technique of Order in the Machine Age (1940). 
- Bibsys: 4081842
- CiNii: DA07332665
- Gemeinsame Normdatei: 1215509855
- International Standard Name Identifier: 0000 0001 1468 339X
- KulturNav: bb1a63d0-21ef-404f-ac9a-845c0bfb12fc
- Library of Congress Control Number: nr94040480
- Bibliotheek van het Japanse parlement: 00526678
- Nederlandse Thesaurus van Auteursnamen: 133872106
- PIC: 31895
- SNAC: w69z9qk0
- Système universitaire de documentation: 075421011
- Union List of Artist Names: 500020760
- Virtual International Authority File: 17108898
- WorldCat: E39PBJvcY9cGycjMqjr4WXXKh3